# Electrodo de óxido de metal mixto

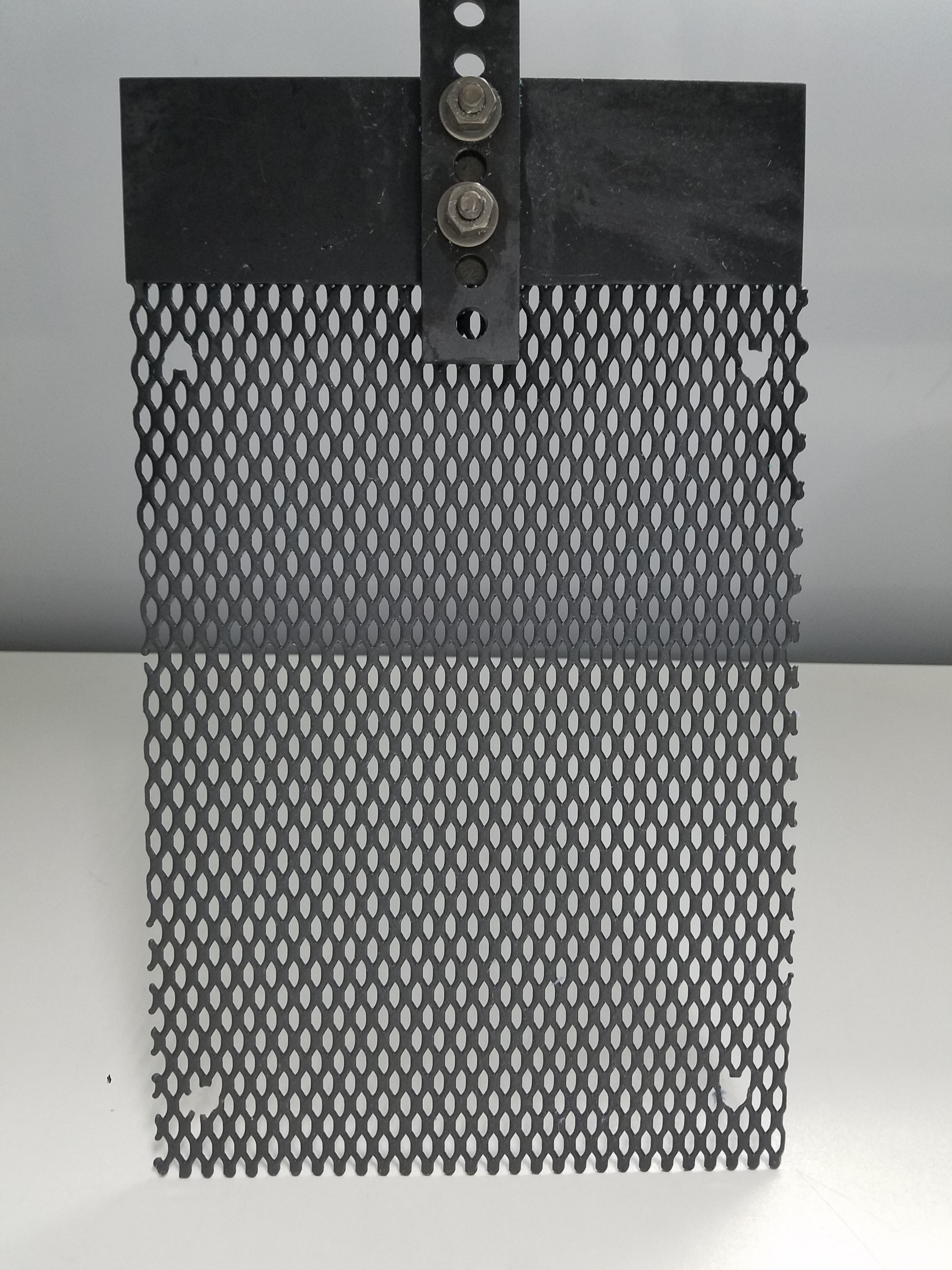
Fotografía de un electrodo de óxido metálico mixto utilizado como ánodo (contraelectrodo) para procesos de galvanoplastia.

Los electrodos de óxido metálico mixto (MMO), también conocidos como ánodos estables dimensionalmente (DSA), son dispositivos con alta conductividad y resistencia a la corrosión usados como ánodos en la electrólisis. Se fabrican recubriendo un sustrato, como una placa de titanio puro o una malla expandida, con varios tipos de óxidos metálicos. Un óxido suele ser RuO2, IrO2, or PtO2 que son conductores de la electricidad y catalizan la reacción, como en el proceso de producción de cloro gaseoso. El otro óxido metálico es típicamente dióxido de titanio que no conduce ni cataliza la reacción, pero es más barato y evita la corrosión del interior.
La carga o cantidad de metales preciosos en el sustrato (es decir, que no sea el titanio) puede ser del orden de alrededor de 10 a 12 gramos por metro cuadrado.
Las aplicaciones incluyen el uso como ánodos en celdas electrolíticas para producir cloro libre de agua salada en piscinas, en electrodeposición de metales, en la fabricación de placas de circuitos impresos, electro-galvanizado de zinc en acero o como ánodos para protección catódica de estructuras enterradas o sumergidas.

## Historia
Henri Bernard Beer registró su patente sobre electrodos de óxido de metal mixto en 1965. La patente llamada "Beer 65", también conocida como "Beer I", mantenía un porcentaje de óxido de rutenio sobre titanio soluble de aproximadamente un 50% (con porcentaje molar RuO2: TiO2 50:50). Con su segunda patente, Beer II,  redujo el contenido de óxido de rutenio por debajo del 50%.
En la actualidad los procesos de fabricación de los electrodos siguen sus mismos principios, buscando mejorar los costes de producción y la duración, evitando su deterioro.